# معین اختر
معین اختر، (۲۴ دسامبر ۱۹۵۰ – ۲۲ آوریل ۲۰۱۱) هنرمند عرصه تلویزیون، سینما و تئاتر، طنزپرداز، کمدین، شبیه‌ساز، مجری، نویسنده، خواننده، کارگردان و تهیه‌کننده اهل پاکستان بود. او در دوران رادیو پاکستان در کنار بازیگرانش انور مقصود و بشری انصاری شهرت یافت. او از طریق شخصیت صحنه نمایش خود "روزی" به یک نماد تبدیل شد و به عنوان یک تقلیدکننده بی نظیر و پادشاه کمدی اردو شناخته می‌شود. بیش از ۴۵ سال زندگی حرفه ای او، از دوران کودکی در دوران رادیو پاکستان و در ساخت فیلم مدرن تا یک سال پیش از مرگش در سال ۲۰۱۱ طول کشید.
معین اختر در ۲۴ دسامبر سال ۱۹۵۰ در کراچی پاکستان به دنیا آمد. او فعالیت صحنه ای خود را از ۱۶ سالگی آغاز کرد و به سرعت به خاطر نقش آفرینی‌های ماهرانه و اجراهای دونفره شناخته شد. پس از حضور گسترده در سال ۱۹۶۶ در یک برنامه گفتگوی محبوب پاکستانی، اختر به یک نام آشنا تبدیل شد.
اختر به چندین زبان (انگلیسی، سندی، پنجابی، ممونی، پشتو، گجراتی و بنگالی) تسلط داشت و به هر یم از این زبان‌ها به کمدی می‌پرداخت. این قابلیت گسترده حرفه‌ای او باعث موفقیت مداوم یک کار حرفه ای طی چهار دهه در صحنه و تلویزیون شد. اختر به همان اندازه که همه‌کاره بود و می‌توانست خنده‌دار باشد، به عنوان یک مرد با بازی خود در نقش قهرمان زنی به‌نام «رزی» که به‌طور گسترده به عنوان یکی از موفق‌ترین تولیدات تلویزیون پاکستان شناخته می‌شود، به سطوح بالاتری از اعتبار رسید.
اختر بعدها با انور مقصود، نماد سرگرمی همکارش پیوست. این دو با هم میزبان بیش از ۴۰۰ قسمت از برنامه گفتگوی طنز «گفتگوی سست» در سال ۱۹۹۵ بودند و اختر میلیون‌ها نفر را با بازی شخصیت‌های مختلف سرگرم کرد.
اختر برای قدردانی از مشارکت‌های هنری‌اش، نشان افتخار اجرا ریاست جمهوری و ستاره امتیاز، سومین نشان افتخار پاکستان را دریافت کرد.